# 西浦歌織
西浦 歌織（にしうら かおり、1983年度 - ）は、日本で活動するミュージカル俳優である。和歌山県出身。劇団四季所属。

## 来歴
和歌山県立和歌山北高等学校3年時の2001年に第14回和歌山音楽コンクール声楽部門高校生の部で優勝するなど高校時代から声楽家として実績を残し、高校卒業後は大阪音楽大学音楽学部音楽学科声楽専攻へ進学する。大学時代は、3年時の2004年に第17回和歌山音楽コンクール声楽部門大学生等の部で奨励賞を受賞し、4年時の2005年にはレ・ミゼラブルにコゼット役で出演するなどの活動を行っていた。大学卒業後も舞台活動を行っていたが、2008年に劇団四季オーディションに合格し劇団四季へ入団する。同年10月25日に電通四季劇場［海］で上演されたウィキッド東京公演のアンサンブル3枠役が四季での初舞台出演となり、以降歌演目を中心に出演を重ねている。

## 主な出演作品
- レ・ミゼラブル（2005年アンサンブル、2005年2006年コゼット）
- ウィキッド（2008年アンサンブル3枠）
- サウンド・オブ・ミュージック（2013年シスター・ソフィア）
- 嵐の中の子どもたち（2017年カロリー）
- バケモノの子（2023年猪王山の妻）